# Gallux Show
Gallux Show – cykl telewizyjnych programów rozrywkowych (kabaretowych) Olgi Lipińskiej z początku lat 70. XX wieku. W cyklu 10 programów emitowanych w latach 1970-1974 Lipińska stworzyła wystawne widowiska rozrywkowe, w których piosenki sąsiadowały z zabawnymi scenkami kabaretowymi. Ten cykl bezpośrednio poprzedzał największe dokonania kabaretowe autorki, cykle Właśnie leci kabarecik z połowy dekady i Kurtyna w górę z przełomu lat 70. i 80.
Słowo Gallux ma znaczenie nieokreślone, czasem było używane jako nazwa sklepów z "galanterią luksusową" (np. obuwiem). Olga Lipińska wspomniała, że instytucja kabaretu była wysoce podejrzana dla cenzury w czasach PRL-u, więc starała się nadawać swoim kabaretom nazwy brzmiące bardziej niewinnie (stąd i kabarecik).
Początkowo program składał się z przebojów muzyki rozrywkowej - przeważnie francuskich - połączonych konferansjerką Andrzeja Zaorskiego. Stopniowo pojawiały się też inscenizowane skecze, w których aktorzy kreowali charakterystyczne postacie. Ci sami aktorzy w latach siedemdziesiątych przeszli do Kabareciku Olgi Lipińskiej wraz z granymi przez siebie postaciami.